# Frank van Hallen
Frank van Hallen KG (fallecido en 1375), senescal de Gascuña, fue un comandante de Brabante del siglo XIV al servicio del rey Eduardo III de Inglaterra . También fue conocido como Frank de la Halle o Frank de Hale.

## Vida
Frank era el comandante de la guarnición del castillo de Auberoche en 1345, que estaba sitiado por un ejército francés al mando de Luis de Poitiers . El ejército de asedio francés fue atacado por un ejército anglogascón de relevo cerca de Auberoche, bajo el mando de Enrique, conde de Derby, y cuando Hallen se dio cuenta de que las tropas francesas que custodiaban el castillo estaban distraídas o habían sido retiradas para unirse a la lucha. Hallen salió con todas las fuerzas que pudiera sonsacar del castillo para retomar nuevamente la conquista. Hallen se dirigió hacia la retaguardia de las fuerzas francesas, que fueron derrotadas y perseguidas por la caballería inglesa. Hallen fue nombrado el 20 de junio de 1349 senescal de Gascuña y luchó en la batalla de Poitiers en 1356, saliendo victorioso y sin ninguna herida notificada según los informes históricos de la época. Fue nombrado Caballero de la Orden de la Jarretera en 1359, siendo uno de los máximos honores que se podían otorgar a un hombre de su estrato social.
Frank se casó 3 veces y tuvo varios hijos con sus esposas, encomendándose a la caballería o la guerra 2 de los 3.

## Citas
1. ↑  "Seneschals of Gascony, of Aquitaine after 1360 (1273–1453)", The Gascon Rolls Project (1317–1468).
2. ↑  DeVries, 2006, p. 189.
3. ↑  Wagner, 2006, p. 36.
4. ↑  Beltz, 1841, pp. 112-127.